# Pseudópode
Pseudópodes são estruturas citoplasmáticas encontradas em alguns eucarióticos, por exemplo em Amoebozoas.

## Formas de pseudopodia
Basicamente podem ser distinguidos cinco tipos pseudopodia: lobopódios, filopódios, lamelipódios, reticulopódios e axopódios.

### Lobopódios
Os lobópodes são encontrados especialmente em Amoebozoas, têm algo como uma lingua em forma de cone ou tubo e podem mudar sua forma muito rapidamente. No seu interior, o plasma flui muito rapidamente.  Podem ser simples (espécies monopodiais) ou em maior número (espécie polipodial). Os lobópodes servem principalmente para movimento.

### Filopódios
Os filopódios são extensões finas como Varetas nas células formadas por fibras de actina. Os filópodes são comuns em radiolários (Radiolaria) e são encabeçados por saliências da célula, geralmente em linha reta mas às vezes em curvas, por vezes pouco ramificados. Sua axonema não possui microtúbulos. Em macrófagos atuam como tentáculos, retirando objetos vinculados à célula, a fim de incorporar por fagocitose.

### Lamelipódios
Os processos celulares dos lamelipódios são muito amplas, por exemplo, as encontradas em alguma Aconchulina. 

### Reticulopódios
São formas especiais de pseudópodes encontradas exclusivamente em foraminíferos de única célula e com estilo de vida predominantemente estacionário.
Este pseudopodes ramificam-se e também podem fundir-se novamente. Eles formam extensas redes (redes pseudopodiais) que servem para capturar a presa, locomoção, o transporte de organelos no interior da célula e âncora de solo. Os reticulopódios sempre possuem fluxo de grãos e microtúbulos internos.

### Axopódios
Os axopódios, às vezes chamado Actinopódios, são encontrados nos processos celulares da Heliozoa e da Radiolaria, são particularmente longos e retos como microtúbulos de axonemas. Eles são encarregados da captura de presas e de aumentar a resistência à água, bem como algum transporte. 